# Kaźmierz (gromada)
Kaźmierz – dawna gromada, czyli najmniejsza jednostka podziału terytorialnego Polskiej Rzeczypospolitej Ludowej w latach 1954–1972.
Gromady, z gromadzkimi radami narodowymi (GRN) jako organami władzy najniższego stopnia na wsi, funkcjonowały od reformy reorganizującej administrację wiejską przeprowadzonej jesienią 1954 do momentu ich zniesienia z dniem 1 stycznia 1973, tym samym wypierając organizację gminną w latach 1954–1972.
Gromadę Kaźmierz z siedzibą GRN w Kaźmierzu utworzono – jako jedną z 8759 gromad na obszarze Polski – w powiecie szamotulskim w woj. poznańskim, na mocy uchwały nr 35/54 WRN w Poznaniu z dnia 5 października 1954. W skład jednostki weszły obszary dotychczasowych gromad Chlewiska, Kaźmierz, Kiączyn i Radzyń, ponadto miejscowość Gorszewice z dotychczasowej Kopanina oraz 61,50 ha z dotychczasowej gromady Witkowice – ze zniesionej gminy Kaźmierz w tymże powiecie. Dla gromady ustalono 24 członków gromadzkiej rady narodowej.
1 stycznia 1958 do gromady Kaźmierz włączono miejscowości Komorowo, Kopanina, Sokolniki Małe i Sokolniki Wielkie ze zniesionej gromady Sokolniki Małe w tymże powiecie.
1 stycznia 1962 do gromady Kaźmierz włączono obszar zniesionej gromady Bytyń w tymże powiecie.
Gromada przetrwała do końca 1972 roku, czyli do kolejnej reformy gminnej. 1 stycznia 1973 w powiecie szamotulskim reaktywowano gminę Kaźmierz.